# Laseschtschyna
Laseschtschyna (ukrainisch Лазещина; russisch Лазещина Laseschtschina, slowakisch Lazeština oder Lazešcina, ungarisch Mezőhát) ist ein Dorf im Osten der ukrainischen Oblast Transkarpatien mit etwa 4100 Einwohnern.

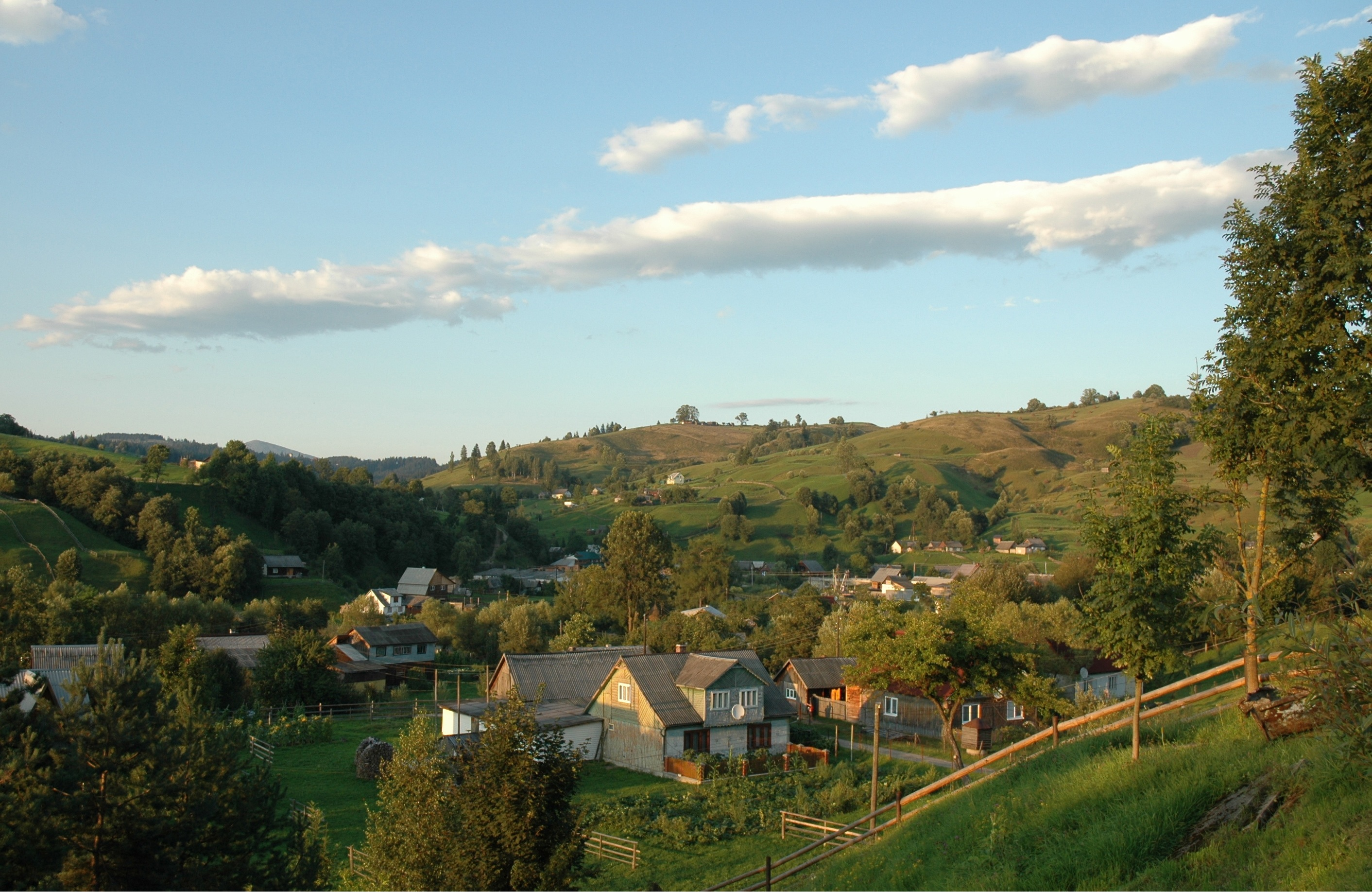
Laseschtschyna 2011

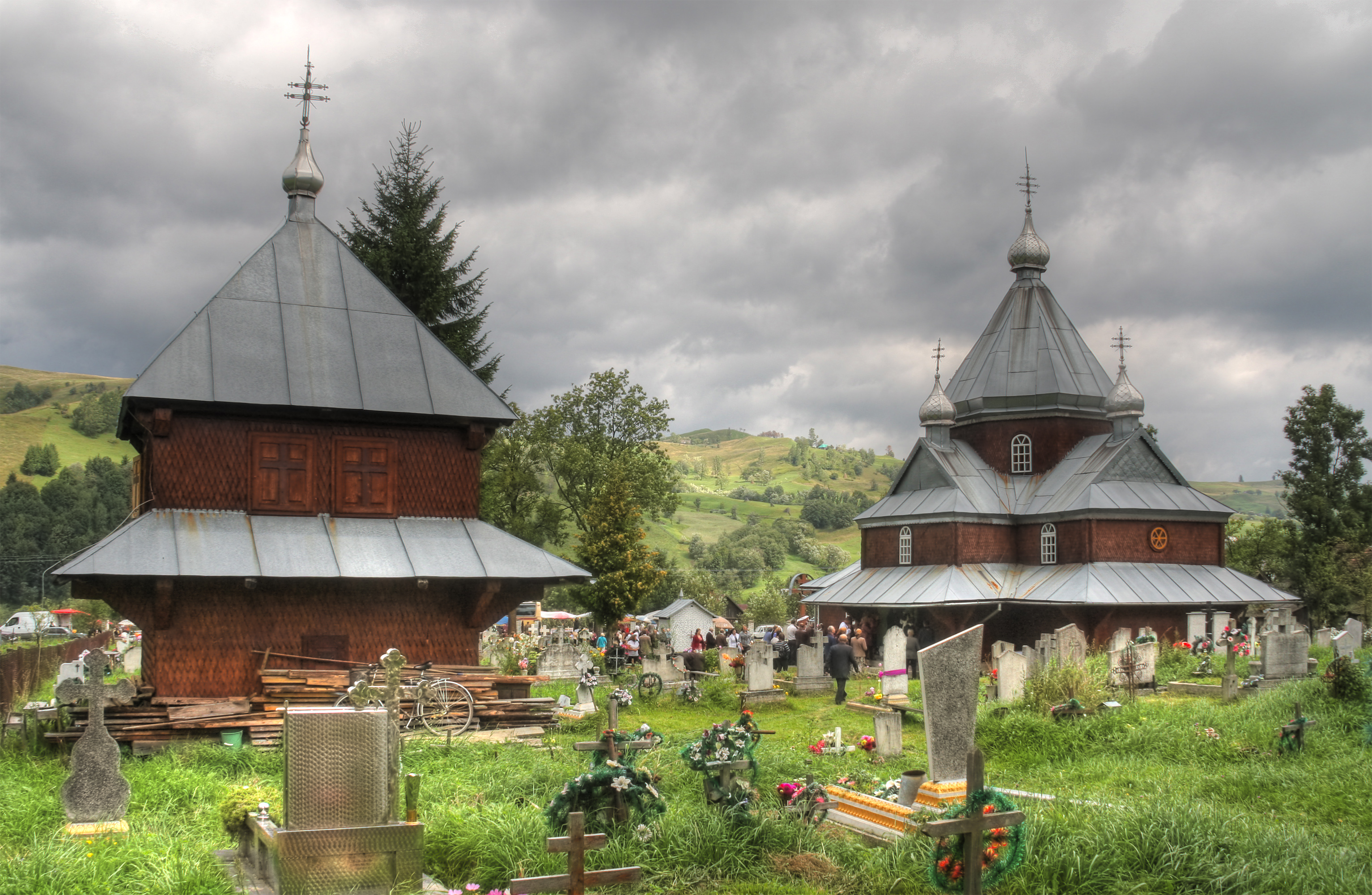
Kirche der Verklärung des Herrn in Laseschtschyna

Am 12. Juni 2020 wurde das Dorf ein Teil neu gegründeten Siedlungsgemeinde Jassinja im Norden des Rajons Rachiw; bis dahin bildete es die Landratsgemeinde Laseschtschyna (Лазещинська сільська рада/Laseschtschynska silska rada).
Das 1947 gegründete Dorf liegt in den Waldkarpaten auf 706 m Höhe am Ufer des Flusses Laseschtschyna, einem 21 km langen Nebenfluss der Schwarzen Theiß (ukrainisch: Чорна Тиса Tschorna Tyssa), die wiederum ein Quellfluss der Theiß ist. 
Durch das Dorf verläuft die nationale Fernstraße N 09, die nach Westen zur benachbarten Siedlung städtischen Typs Jassinja und zum Rajonzentrum Rachiw und nach Nordosten zum Jablunyzja-Pass und im weiteren Verlauf nach Tatariw und zur Stadt Jaremtsche in der Oblast Iwano-Frankiwsk führt.
In Laseschtschyna befindet sich die Kirche der Verklärung, eine Holzkirche aus dem Jahr 1780.
Zudem besitzt die Ortschaft einen Bahnhof an der in den 1890er Jahren erbauten Bahnstrecke Sighetu Marmației–Iwano-Frankiwsk und einen direkten Zugang zu den Bergen Howerla und Petros.

## Persönlichkeiten
- Iwan Bilossjuk (* 1984), Skilangläufer